# Bosc de Khimki
El bosc de Khimki és un bosc de bedolls d'unes 1.000 hectàrees situat a la ciutat russa de Moscou. Forma part de l'anomenat cinturó verd al voltant d'aquesta ciutat. L'any 2006, va sortir a la llum un projecte de construcció d'una autopista de peatge de 8 bilions de dòlars que travessaria el bosc per tal de connectar Moscou i Sant Petersburg. Per poder fer això, part del bosc s'hauria de talar. La construcció ha provocat grans protestes que es van tornar violentes el juliol de 2010. El 26 d'agost, el president rus Dmitri Medvédev va ordenar aturar la construcció de l'obra.

## Protestes contra l'autovia planejada
L'any 2006 va sortir a la llum un projecte de construcció d'una autopista de 8 bilions de dòlars que travessava el bosc i connectava les ciutats de Moscou i Sant Petersburg. L'autopista planejada ha generat moltes protestes tant a nivell local com a nivell internacional, a causa de la desforestació i d'altres qüestions mediambientals. La fauna del bosc inclou guineus, ants, porcs senglars i un gran nombre d'espècies d'insectes i plantes en perill d'extinció.
La tala d'arbres va començar el 14 de juliol de 2010 i, immediatament, es van produir enfrontaments entre els activistes i els treballadors de la constructora. Els activistes eren gent de la zona i un grup anomenat Defensa ecològica de la regió de Moscou, juntament amb Greenpeace Rússia i el moviment civil Front d'Esquerres".
El 15 de juliol de 2010, els ecologistes van començar a fer guàrdia les vint-i-quatre hores del dia per tal d'evitar que talessin els arbres. El 8 de juliol de 2010, dotzenes d'anarquistes i antifeixistes varen assaltar l'administració central de Khimki. Es van trencar finestres i els assaltants van fer un graffiti que deia Salva el bosc rus.
El 22 d'agost, 2.000 activistes van assistir a un concert organitzat per demanar que s'aturés la construcció de l'autopista. Aquell mateix dia, dos líders de l'oposició i un activista dels drets humans que participaven en les concentracions celebrades el Dia de la Bandera Nacional de Rússia, varen ser detinguts. Els activistes van afirmar que els havien arrestat "per tal d'aturar les acciones en defensa del bosc de Khimki".
El Tribunal Suprem rus ha dictaminat que la construcció de l'autopista no és il·legal. Els activistes del Moviment en Defensa del Bosc de Khimki han presentat una demanda davant del Tribunal Europeu dels Drets Humans d'Estrasburg. A l'agost, el partit polític més gran del país, Rússia Unida, va demanar al president que aturés la construcció. Analistes de Reuters han especulat amb la possibilitat que aquest moviment fos un intent del partit "d'avançar-se a accions de protesta més àmplies" que podrien haver fet disminuir el nivell de popularitat del qual gaudien tant el Kremlin como el partit.
A finals d'agost, Bono, el cantant del grup U2, es va declarar totalment en contra de la construcció de l'autopista mentre estava de gira per Rússia. Bono va convidar Iuri Shevtxuk, cantant del grup de rock DDT, a pujar a l'escenari durant un concert i junts varen cantar una cançó de Bob Dylan davant de 60.000 persones. Shevtxuk, obertament crític amb la ruta planejada per a l'autopista, va ser notícia quan pel maig es va enfrontar a Vladímir Putin en una trobada cara a cara. Bono va dir en una entrevista que lamentava no haver tret el tema durant la seva reunió amb el president rus.

### Atacs
Diversos manifestants i periodistes van declarar que havien estat atacats i intimidats tant per la policia com per assaltants anònims. Tres periodistes - Anatòli Adamtxuk de Zhukovskie Vesti, Mikhaïl Béketov de Khimkinskaia Pravda i Oleg Kashin de Kommersant – varen ser agredits en el que es creu que foren atacs vinculats a la cobertura de les protestes.

### El president Medvédev suspèn el projecte
El 26 d'agost de 2010, el president Dmitri Medvédev va ordenar aturar la construcció de l'autopista i va demanar temps per deliberar sobre la qüestió."Tenint en compte el gran nombre de peticions [en contra de la construcció], he pres la decisió de suspendre la implantació del decret de construcció de l'autopista i de mantenir debats públics i especialitzats addicionals."
Un dels activistes que han lluitat per protegir el bosc va qualificar la decisió del president de "victòria" pels activistes. El prefecte del districte de la ciutat i antic oficial mediambiental, Oleg Mitvol, ha declarat que l'autopista es podria construir en una altra àrea al nord de la capital. Quan va presentar aquesta idea a l'alcalde de Moscou Yuri Luzhkov, aquest va donar suport a la proposta. Aleksey Knizhnikov, del World Wide Fund for Nature (WWF), va declarar que si la tala d'arbres s'aturava ara mateix, el bosc es podria recuperar en una dècada.